# Rawat (Islamabad)

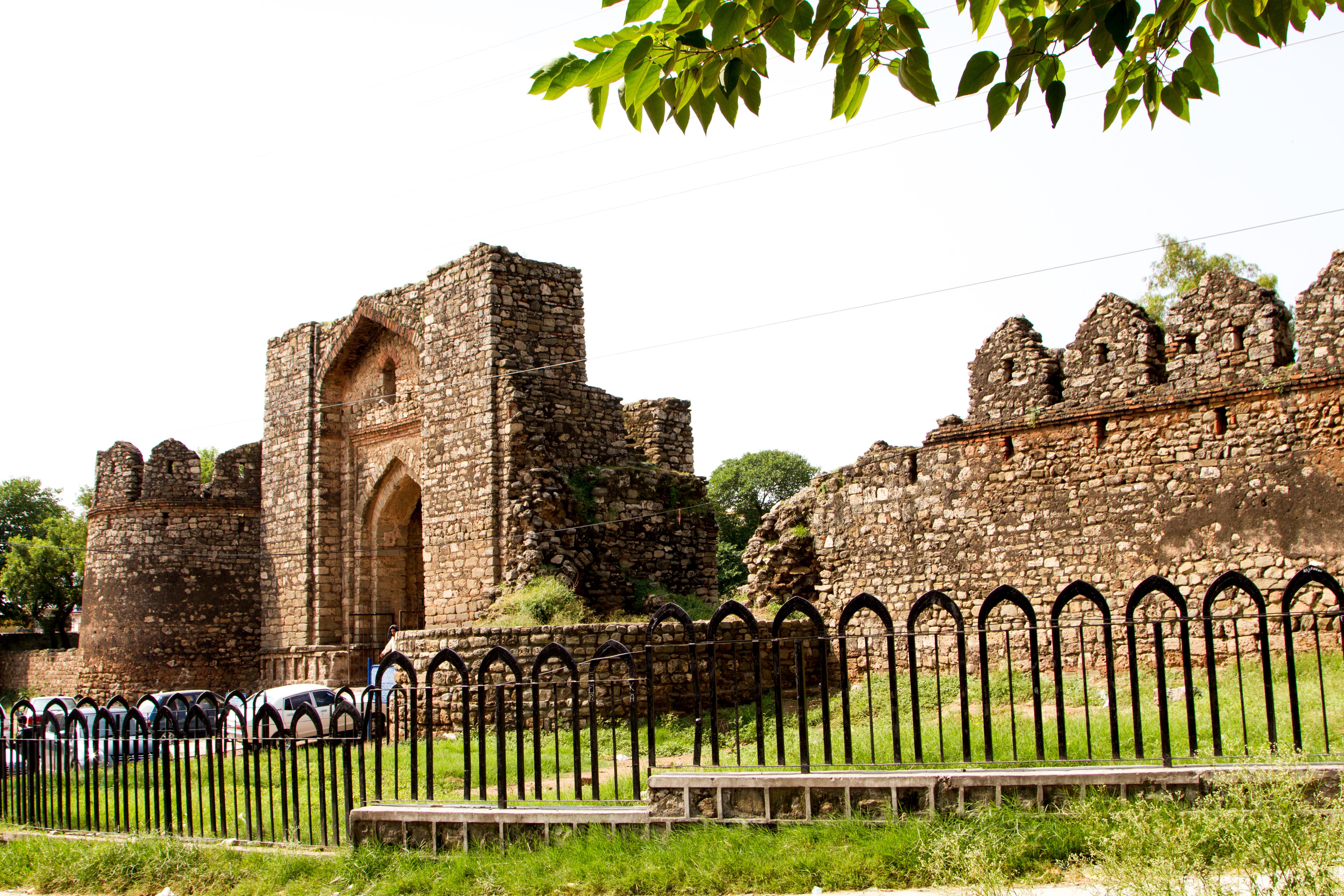
Festung Rawat

Rawat (Urdu روات DMG Rawāt) ist ein Union Council im Südosten des pakistanischen Hauptstadtterritoriums Islamabad. Im Jahr 2017 hatte Rawat eine Bevölkerung von 17.860 Personen.
Zu diesem Zeitpunkt bestand das Union Council neben Rawat selbst aus den Dörfern Bhangrial Kalan, Banni Saran, Mohra Nagial und Sawan Camp.

## Geschichte
Der Name des Union Councils leitet sich von dem arabischen Wort ribāṭ (رباط) ab, das ursprünglich eine Grenzfestung bezeichnete, daneben aber auch eine Karawanserei – Rawat liegt an der Grand Trunk Road von Kabul nach Kalkutta.
Die Ansiedlung geht auf eine Ghaznawiden-Festung zurück, die dort 1036 unter Sultan Masʿūd I. errichtet wurde. Im 15. Jahrhundert, während des Sultanats von Delhi, wurde auf den Ruinen der Festung eine zivile Karawanserei gebaut. In der ersten Hälfte des 16. Jahrhunderts wurde die Karawanserei von dem in diesem Gebiet ansässigen Gakhar-Clan, der loyal zum Mogul-Herrscher Humayun stand, wieder zur Festung ausgebaut, um das Pothohar-Plateau gegen den afghanischen Kriegsherrn Sher Shah Suri zu verteidigen. 1546 kam es bei der Festung zu einer Schlacht zwischen den Gakhar-Kriegern und den Truppen von Sher Shah. Die 16 Söhne des Gakhar-Anführers Sarang Khan fielen im Kampf, er selbst wurde gefangen genommen und gehäutet.
Anschließend wurden er und seine Söhne jedoch im Innenhof der Festung ordentlich bestattet. Die Gräber von Sarang Khan und zweier seiner Söhne sind bis heute erhalten.
Durch seine Lage an der quer durch Indien verlaufenden Verkehrsader hatte Rawat auch weiterhin eine wirtschaftliche Bedeutung. Ab 1766 siedelten sich dort Händler aus Jhelam und Shahpur an. Die alte Gakhar-Festung verfiel allmählich, aber nachdem Ranjit Singh, der Gründer des Reichs der Sikh, 1810 die Gegend erobert hatte, wurde Rawat zu einem Rastplatz der Handelskarawanen von Lahore nach Peschawar. Am 12. März 1849, drei Wochen nachdem die Privatarmee der Britischen Ostindien-Kompanie zusammen mit Regimentern der britischen Armee am 21. Februar 1849 in der Schlacht von Gujrat die Sikhs vernichtend geschlagen hatte, nahm sie auch Rawat ein. Seitdem gehörte die Stadt zu Britisch-Indien.

## Wissenschaft und Technik
Seit 1999 gibt es in Rawat das Askari Institute of Technology (AIT), eine private, von der Higher Education Commission zertifizierte Berufsschule für technische Berufe.
2002 wurde das Institute of Space Technology (IST) gegründet, eine staatliche Universität mit Schwerpunkt auf Luft- und Raumfahrttechnik. In direkter Nachbarschaft zum IST befindet sich die Hauptverwaltung der Space and Upper Atmosphere Research Commission mit einer Bodenstation zum Empfang der Daten von Erdbeobachtungssatelliten.

## Verkehrsanbindung
Rawat ist über die Nationalstraße N-5 mit Lahore und Karatschi an der Südküste Pakistans sowie Peschawar und Torcham an der afghanischen Grenze verbunden. Der Islamabad Expressway, an dem IST und SUPARCO liegen, verbindet den Ort direkt mit dem Zentrum der Hauptstadt.